# Qinggil
Qinggil är ett härad som lyder under prefekturen Altay i Xinjiang-regionen i nordvästra Kina.